# Языки Африканского союза

Официальные языки стран Африки

Языки Африканского союза — языки, используемые гражданами в государствах-членах Африканского союза. По состоянию на 2017 год «официальными языками» органов и учреждений Африканского союза являются арабский, английский, французский и португальский. В 2003 году к ним были добавлены испанский, суахили и «любой другой африканский язык», но за 14 лет «Протокол о внесении изменений в Учредительный акт» ещё не ратифицировали 2/3 стран-членов организации для его вступления в силу.

## Обзор
В соответствии с Учредительным актом Африканского союза, его рабочими языками являются арабский, английский, французский и португальский языки, а также, по мере возможности, африканские языки. В 2003 году был принят «Протокол о внесении изменений в Учредительный акт», по которому термин «рабочие языки» заменялся на «официальные языки». К четырём указанным выше языкам были добавлены испанский, суахили и «любой другой африканский язык». Исполнительный совет определяет процесс и практические методы использования официальных языков в качестве рабочих языков. По состоянию на 15 июня 2017 года подпись под протоколом поставили 50 стран-членов из 55 (нет подписей Ботсваны, Эфиопии, Малави, Марокко и Сейшельских островов). На национальном уровне Протокол ратифицировали 28 стран, тогда как для его вступления в силу требуется ратификация 2/3 стран-членов организации.
В 2001 году Африканский союз создал Африканскую академию языков (ACALAN) для гармонизации различных языков по всему континенту и защиты любого, находящегося на грани вымирания. С этой целью Африканский союз объявил 2006 год «Годом африканских языков».

## Языки стран Африканского союза
| Страна                           | Официальные языки                                                                               | Другие языки | См. также                       | Ссылка               |
| -------------------------------- | ----------------------------------------------------------------------------------------------- | --- | ------------------------------- | -------------------- |
| Алжир                            | арабский, берберский                                                                            | Французский (лингва франка). | Языки Алжира                    | [ 5 ]                |
| Ангола                           | португальский                                                                                   | Национальные языки: южный мбунду, северный мбунду, конго (киконго), чокве, мбунда, кваньяма. | Языки Анголы                    | [ 6 ] [ 7 ]          |
| Бенин                            | французский                                                                                     | Все языки коренных народов имеют статус национальных. На юге наиболее распространены фон и йоруба, на севере — баатонум и фула. | Языки Бенина                    | [ 8 ]                |
| Ботсвана                         | английский, сетсвана                                                                            | Только два языка имеют официальный статус — английский (письменный и язык бизнеса) и (се)тсвана (преимущественно разговорный). Наиболее крупным языком без статуса (7,4 % населения) является (се)каланга. | Языки Ботсваны                  | [ 9 ]                |
| Буркина-Фасо                     | французский                                                                                     | Более 26 языков считаются в стране национальными. Крупнейшими по числу носителей являются дьюла (616 тыс.), фула (1,17 млн), гурманчема (772 тыс.), мооре (6,36 млн), биса (399 тыс.) (данные за 2006 год). | Языки Буркина-Фасо              | [ 10 ] [ 11 ]        |
| Бурунди                          | кирунди, французский                                                                            | | Языки Бурунди                   | [ 12 ]               |
| Габон                            | французский                                                                                     | Французский — лингва франка. Ещё 40 языков имеют статус национальных. Крупнейший из них — фанг (до 1/3 от общего числа носителей). | Языки Габона                    | [ 13 ] [ 14 ]        |
| Гамбия                           | английский                                                                                      | Официальный статус имеет только английский. По числу носителей крупнейшими языками являются мандинка (38 %), фула (21 %), волоф (18 %), сонинке (9 %) (на 2004 год). | Языки Гамбии                    | [ 15 ] [ 16 ]        |
| Гана                             | английский                                                                                      | Статус «поддержки правительства» имеют 11 языков и два диалекта: чви, диалект асанте языка акан, эве, дагари, дагбани, адангме, га, нзима, гонджа, касем, диалект фанте языка акан, нзима, хауса. | Языки Ганы                      | [ 17 ] [ 18 ]        |
| Гвинея                           | французский                                                                                     | Статус «национальных» имеют шесть языков: фула (пулар), малинке (манинка), сусу, киси, кпелле (герзе), тома (лома). | Языки Гвинеи                    | [ 19 ]               |
| Гвинея-Бисау                     | португальский                                                                                   | На официальном португальском языке говорят примерно 11 % населения. Гвинейский креольский язык на основе португальского является родным для 44 % населения, а в сумме с португальским выступает как лингва франка для более чем 90 % населения страны. Из других неофициальных языков выделяются фула и мандинка. | Языки Гвинеи-Бисау              | [ 20 ] [ 21 ]        |
| ДРК                              | французский                                                                                     | Четыре языка имеют «национальный» статус: конго, лингала, суахили, луба (на них говорят 45 % населения). Всего в стране говорят на более чем 200 языках. | Языки ДРК                       | [ 22 ]               |
| Джибути                          | арабский, французский                                                                           | Языки коренных народов: сомалийский и афарский. Большая часть населения говорит на этих языках, а арабский и французский де-факто используются как лингва франка. | Население Джибути               | [ 23 ] [ 24 ]        |
| Египет                           | арабский                                                                                        | Единственный официальный — арабский литературный язык, но большая часть населения говорит на египетском диалекте (масри), на котором существует отдельный раздел Википедии. В ходу и другие диалекты арабского: саидский, суданский, каирский. | Языки Египта                    | [ 25 ]               |
| Замбия                           | английский                                                                                      | В Замбии говорят на 70 языках и диалектах. Семь из них имеют официальный статус в разных провинциях: бемба, ньянджа, лози, тонга, каонде, лувале, лунда. | Языки Замбии                    | [ 26 ] [ 27 ]        |
| Зимбабве                         | английский, шона, северный ндебеле                                                              | Согласно Конституции страны, в Зимбабве официальный статус имеют 16 языков. Английский — лингва франка. Шона и северный ндебеле наиболее распространены по территории страны. К остальным официальным языкам относятся: венда, жестовые языки, каланга, койсанские языки, коса, намбья, ндау, ньянджа, сесото, тсвана, тонга, чибарве, шангани. | Языки Зимбабве                  | [ 28 ] [ 29 ]        |
| Кабо-Верде                       | португальский                                                                                   | Региональный язык: кабувердьяну (кабо-вердианский креол). | Население Кабо-Верде            | [ 30 ]               |
| Камерун                          | французский, английский                                                                         | Официальные языки — лингва франка. Статус национальных имеют 55 афразийских языков, два нило-сахарских языка и 173 нило-конголезских языка. | Языки Камеруна                  | [ 31 ] [ 32 ]        |
| Кения                            | английский, суахили                                                                             | В Конституции страны (Глава 2, пункт 7) указано, что национальным языком является суахили, официальными — суахили и английский. Там же подчёркивается обязанность государства поддерживать кенийский жестовый язык, шрифт Брайля и языки коренных народов. Наиболее распространёнными региональными языками коренных народов являются кикуйю, языки лухья и долуо. | Языки Кении                     | [ 33 ] [ 34 ] [ 35 ] |
| Коморские острова                | арабский, коморский, французский                                                                | | Языки Комор                     | [ 36 ]               |
| Кот-д’Ивуар                      | французский                                                                                     | Французский язык — лингва франка. Национальными являются 70 языков, относящихся к четырём ветвям нигеро-конголезских языков: гур, кру, ква, манде. | Языки Кот-д’Ивуара              | [ 37 ] [ 38 ]        |
| Лесото                           | английский, сесото                                                                              | Языками «меньшинств» признаны зулу, пхути и коса. | Языки Лесото                    | [ 39 ] [ 40 ]        |
| Либерия                          | английский                                                                                      | В стране используется 31 язык, из них 27 — местные. Наиболее крупные — басса (648 тыс.), кпелле (1,3 млн), языки гребо (424 тыс.), клао (342 тыс.), мано (305 тыс.). | Языки Либерии                   | [ 41 ] [ 42 ]        |
| Ливия                            | арабский                                                                                        | | Языки Ливии                     | [ 43 ]               |
| Маврикий                         | английский                                                                                      | Английский — родной для менее чем 1 % населения. В Конституции страны указано, что «Официальным языком парламента является английский, но любой депутат может обращаться к председателю на французском языке». Фактически, лингва франка на Маврикии — контактные языки на французской основе и маврикийский креольский язык. | Языки Маврикия                  | [ 44 ] [ 45 ]        |
| Мавритания                       | арабский                                                                                        | Население использует местную форму арабского языка — хассания. На него наложили отпечатки берберские языки зенага и тамашек. Национальными языками также признаны пулаар, волоф и сонинке. Кроме того, Мавритания — член Франкофонии и подавляющая часть населения говорит или понимает французский язык, являющийся де-факто вторым государственным. | Языки Мавритании                | [ 46 ] [ 47 ]        |
| Мадагаскар                       | малагасийский, французский                                                                      | | Языки Мадагаскара               | [ 48 ]               |
| Малави                           | английский, чичева                                                                              | По количеству носителей языка чичеве (12,8 %) немного уступают чияо (10,1 %) и тумбука (9,5 %) (по состоянию на 1998 год), но они не имеют статуса официальных языков. | Население Малави                | [ 49 ]               |
| Мали                             | французский                                                                                     | Статус национальных имеют 13 языков: бамбара, бому, кита-манинкакан, койраборо-сени-сонгайский, маасина-фульфульде, мамара-сенуфо, сонинке, сьенара-сенуфо, тамашек, торо-со-догон, тьеяхо-бозо, хаасонгаханго, хасания | Языки Мали                      | [ 50 ] [ 51 ]        |
| Марокко                          | арабский, тамазигхтский                                                                         | Язык бизнеса и элиты, лингва франка — французский. | Языки Марокко                   | [ 52 ]               |
| Мозамбик                         | португальский                                                                                   | Португальский — лингва франка и единственный официальный язык в стране. Среди других языков, которыми владеет более 10 % населения, выделяются макуа (25,3 %) и тсонга (10,3 %). | Языки Мозамбика                 | [ 53 ]               |
| Намибия                          | английский                                                                                      | Статус национальных языков имеют немецкий, африкаанс, гереро, ошивамбо, нама, квангали, тсвана, лози. Статус региональных языков имеют жу, дирику и мбукушу. | Языки Намибии                   | [ 54 ] [ 55 ]        |
| Нигер                            | французский                                                                                     | Национальные языки Нигера: арабский разговорный, гурманчема, канури, сонгайские языки, тамашек, тубу (тебу), фула, хауса. | Языки Нигера                    | [ 56 ] [ 57 ]        |
| Нигерия                          | английский                                                                                      | Английский — лингва франка. Большая часть населения двуязычна и помимо английского владеет местным языком. Широко распространены языки эдо, эфик, адавама фульфульде, хауса, идома, игба, центральный канури, йоруба. Всего в Нигерии насчитывается 527 языков, из которых 512 являются живыми. | Языки Нигерии                   | [ 58 ] [ 59 ]        |
| Республика Конго                 | французский                                                                                     | Статус национальных языков имеют китуба и лингала. | Языки Республики Конго          | [ 60 ]               |
| Руанда                           | киньяруанда, английский, французский, суахили                                                   | Официальный статус суахили был утверждён парламентом в феврале 2017 года. | Языки Руанды                    | [ 61 ] [ 62 ]        |
| Сан-Томе и Принсипи              | португальский                                                                                   | Статус региональных имеют следующие афро-португальские креольские языки: форру, анголар, принсипийское наречие. | Языки Сан-Томе и Принсипи       | [ 63 ] [ 64 ]        |
| САДР                             | арабский                                                                                        | Используется как литературный арабский, так и его диалекты — марокканский, хассания. В качестве второго языка широко используется испанский. | Население САДР                  | [ 65 ]               |
| Свазиленд                        | английский, свати                                                                               | Языки национальных меньшинств: зулу, тсонга, африкаанс. | Языки Свазиленда                | [ 66 ] [ 67 ]        |
| Сейшельские острова              | английский, креольский, французский                                                             | | Языки Сейшельских островов      | [ 68 ]               |
| Сенегал                          | французский                                                                                     | Статус национальных языков имеют: баланта-ганджа, волоф, джола-фоньи, манджак, мандинка, манканья, ноон (серер-ноон), пулаар, серер, сонинке и хасания. | Языки Сенегала                  | [ 69 ] [ 70 ]        |
| Сомали                           | сомали, арабский                                                                                | Важнейшими иностранными языками и языками высшего образования являются английский и итальянский. | Языки Сомали                    | [ 71 ]               |
| Судан                            | арабский                                                                                        | Официальным является литературный арабский язык, однако на бытовом уровне преобладает суданский диалект. В разных регионах также используются недждийский, хиджазский и чадский диалекты арабского языка. Кроме того, 76 языков признаны языками национальных меньшинств (из них 70 — африканские). | Языки Судана                    | [ 72 ] [ 73 ]        |
| Сьерра-Леоне                     | английский                                                                                      | Языками устного общения являются менде (29,5 % населения), темне (24,7 %), крио (10,5 %). | Языки Сьерра-Леоне              | [ 74 ] [ 75 ]        |
| Танзания                         | суахили, английский                                                                             | Официальные языки также играют важную роль лингва франка. Региональными являются языки чага, маконде и датуга. Всего в стране говорят на 125 языках. | Языки Танзании                  | [ 76 ] [ 77 ]        |
| Того                             | французский                                                                                     | Французский — лингва франка. Статус национальных языков имеют кабийе и эве. | Языки Того                      | [ 78 ]               |
| Тунис                            | арабский                                                                                        | Крупнейший язык национальных меньшинств — берберский. Широко распространён французский, поскольку Тунис — член Франкофонии. | Языки Туниса                    | [ 79 ]               |
| Уганда                           | английский, суахили                                                                             | В стране говорят на 41 языке, которые относятся к четырём семьям: банту, нилотские языки, центральносуданские языки, кульякские языки. Английский и суахили играют важнейшую роль лингва франка. | Языки Уганды                    | [ 80 ] [ 81 ]        |
| Центральноафриканская Республика | санго, французский                                                                              | В стране ярко выражена тенденция к применению французского как языка делопроизводства и письма, и санго как главного устного языка. Оба официальных языка играют роль лингва фрака. Всего в ЦАР говорят на 72 языках. | Языки ЦАР                       | [ 82 ] [ 83 ]        |
| Чад                              | арабский, французский                                                                           | В стране говорят на более чем 120 языках, но официальный статус имеют только два, выступающие как лингва франка. | Языки Чада                      | [ 84 ]               |
| Экваториальная Гвинея            | испанский, французский, португальский                                                           | Экваториальная Гвинея — бывшая колония Испании, и большая часть населения говорит (67 %) или понимает испанский язык. С учётом близости в основном франкоязычных стран, французскому языку также был дан статус официального (число говорящих и понимающих достигает трети населения). В 2010 году к числу официальных был добавлен португальский язык. 85,7 % населения с этнической точки зрения относятся к народу фульбе, поэтому их язык фула также играет значительную роль в бытовом общении. | Население Экваториальной Гвинеи | [ 85 ]               |
| Эритрея                          | тигринья, арабский, английский                                                                  | В Конституции страны не указаны официальные языки, а лишь подчёркивается гарантия равного статуса для языков. Во Всемирной книге фактов ЦРУ указаны три официальных языка, а также то, что в стране широко используются тигре, афарский и другие кушитские языки. Многие беженцы из Эфиопии используют амхарский язык. | Население Эритреи               | [ 86 ]               |
| Эфиопия                          | амхарский                                                                                       | На национальном уровне единственный официальный язык амхарский, но в густонаселённом регионе Оромия (к нему относится и Аддис-Абеба) более 87 % говорят на оромо, что делает этот язык первым по распространённости в Эфиопии (33,8 %), на втором месте амхарский (29,3 %). Фактически оба языка играют роль государственных. | Языки Эфиопии                   | [ 87 ]               |
| Южно-Африканская Республика      | английский, африкаанс, венда, зулу, коса, ндебеле, северный сото, свати, сесото, тсвана, тсонга | Африкаанс и английский также играют важную роль лингва франка. Кроме того, шесть языков признаны национальными: кхой, нама, койсанские языки, южноафриканский язык глухих. | Языки ЮАР                       | [ 88 ] [ 89 ]        |
| Южный Судан                      | английский                                                                                      | Большая часть населения страны английским языков не владеет. Важную роль в межнациональном общении продолжает играть арабский язык (суданский диалект и джубский (южносуданский) пиджин). Региональными языками являются динка, нуэр, бари, занде, шиллук. | Языки Южного Судана             | [ 90 ] [ 91 ]        |